# Peirosauridae
Peirosauridae — вимерла родина крокодилоподібних плазунів, що існувала у пізній крейді (96-66 млн років тому). Викопні рештки Peirosauridae знайдені в Аргентині, Бразилії та Марокко.

## Роди
- Barcinosuchus
- Bayomesasuchus[1]
- Barrosasuchus
- Caririsuchus[2].
- Colhuehuapisuchus
- Gasparinisuchus
- Hamadasuchus
- Kinesuchus
- Lomasuchus
- Montealtosuchus
- Peirosaurus
- Uberabasuchus